# Ронкадор
Ронкадор (порт. Roncador) — муниципалитет в Бразилии, входит в штат Парана. Составная часть мезорегиона Западно-центральная часть штата Парана. Входит в экономико-статистический микрорегион Кампу-Моран. Население составляет 10 963 человека на 2006 год. Занимает площадь 750,993 км². Плотность населения — 14,6 чел./км².

## История
Город основан в 1960 году.

## Статистика
- Валовой внутренний продукт на 2003 год составляет 97 335 260,00 реалов (данные: Бразильский институт географии и статистики).
- Валовой внутренний продукт на душу населения на 2003 год составляет 7986,81 реалов (данные: Бразильский институт географии и статистики).
- Индекс развития человеческого потенциала на 2000 год составляет 0,701 (данные: Программа развития ООН).

## География
Климат местности: субтропический. В соответствии с классификацией Кёппена, климат относится к категории Cfa.